# GUNNM
GUNNM, también conocido por los nombres Hyper Future Vision GUNNM y Battle Angel Alita (en español Alita, ángel de combate), es un manga creado por Yukito Kishiro entre 1991 y 1995 y publicado en la revista Business Jump. En 1993 se realizó la adaptación al anime. A pesar de haberse planteado la adaptación de toda la serie, solo se produjeron dos OVAs (uno por cada uno de los primeros tomos), ya que no se vendieron bien en Japón. En parte fue por la crisis económica asiática y en parte porque los fanes fueron decepcionados por una adaptación que simplificaba excesivamente la intrincada trama del manga.
La serie manga se tituló originalmente Hyper Future Vision GUNNM (kanji: 銃夢, pronunciados "gan-mu", que significan "arma" y "sueño"). Cuando VIZ Media importó el manga a Norteamérica, realizó diversas modificaciones, tales como invertir el sentido de lectura y diversos cambios en la rotulación. El traductor Fred Burke llevó a cabo otras modificaciones más drásticas, principalmente en la adaptación de nombres: desde ese momento Gally será conocida como Alita, Salem será llamada Tiphares (el nombre original es un juego de palabras que surge en conjunto con Jeru, su ciudad hermana: Jeru-Salem/Jerusalén) y finalmente, en todo occidente, el título oficial será Battle Angel Alita.
Cuando la empresa tejana ADV Films adquirió los derechos de distribución de los OVAs decidieron titularlo Battle Angel a fin de que los fanes pudiesen relacionarlo con el manga. Al tratarse de la versión original subtitulada, no hubo más remedio que prescindir de todos los nombres adaptados como Gally. En España fue distribuida en VHS por Manga Films, mientras que en Cataluña fue emitida en El 33 en catalán. Tanto el doblaje en castellano como en catalán lo tradujeron a través del doblaje inglés y no el original japonés. Se sabe que en Hispanoamérica se distribuyó por Quality Films en formato VHS con doblaje hecho en México, en una edición muy rara y difícil de encontrar.
Una serie de problemas nerviosos forzaron a Yukito Kishiro a finalizar prematuramente la serie en el noveno volumen. Pocos años más tarde tuvo la oportunidad de retomar las partes de la historia que omitió por medio de la secuela GUNNM: Last Order, enlazando directamente desde una parte del noveno volumen de Hyper Future Vision GUNNM (Volumen 9, capítulo 4, a partir de la página n°16), rescatando parte de este como punto de partida de GUNNM: Last Order y desechando el resto del noveno volumen. Last Order se encuentra finalizada en Japón con un total de 19 tomos.
GUNNM: Mars Chronicle es el capítulo final de la franquicia de GUNNM, el cual se encuentra en publicación desde 2014 con un total de 7 tomos publicados hasta el momento.
El manga original en japonés ha sido traducido a: inglés, español, francés, tailandés, chino, alemán, e italiano.

## Argumento
La historia habla sobre Gally (Alita en la versión occidental), un cyborg amnésico que es encontrada por el Doctor Daisuke Ido entre la chatarra arrojada desde Salem, la utópica ciudad flotante (renombrada en occidente como Tiphares). Ido reconstruye a Gally y la adopta como su hija pero a medida que pasa el tiempo, queda claro que Gally oculta habilidades de combate tan grandes como misteriosas. Ante esto y como una forma de descubrir su propio pasado, se pondrá a prueba frente a situaciones que estimulen y hagan florecer estas habilidades, de forma que pueda obtener respuestas sobre su origen. Con este objetivo se enfrentará a diversos enemigos cumpliendo roles tales como cazador guerrero, corredora de Motorball, agente de seguridad y muchos otros que pondrán en riesgo su vida. Más adelante, su historia la llevará a enfrentar retos aún mayores y peligrosas criaturas fuera del planeta.

## Personajes
Gally/Alita
También conocida como El Ángel de la Muerte o Yoko. Sus restos son encontrados por el cirujano de robots Daisuke Ido en la montaña de escombros arrojados por Salem (Tiphares en la versión occidental), la ciudad flotante. En un inicio, Gally desconoce completamente su pasado; pero al descubrir sus habilidades de combate, decide convertirse en cazador guerrero para recordar su pasado a través del Panzer Kunst, su estilo de combate. A lo largo del manga se puede observar la evolución de Gally en un ser humano, acompañada por el perfeccionamiento de su Chi (el cual le permite sincronizar sus movimientos con los de su oponente para tomar ventaja).
Daisuke Ido
Un notable científico proveniente de Salem. Vive en el Patio de los Desperdicios ayudando a la gente como cirujano de robots, además de trabajar en las noches como cazador guerrero. Encuentra los restos de Gally entre los desechos de Salem, construyéndole un cuerpo decide conservarla como hija, nombrándola Gally.
Desty Nova
El más formidable enemigo de Gally y creador de sus principales oponentes. El enfermo pero brillante científico especializado en nanotecnología, abandonó Salem para experimentar con el karma de cada individuo, y ayudar a conquistarlo. Bajo esta filosofía entregó un cuerpo de gusano a Makaku, potenció el cerebro de Jashugan, resucitó a Zapan y experimentó con su hijo Kaos.

## Arcos argumentales

### Hyper Future Vision

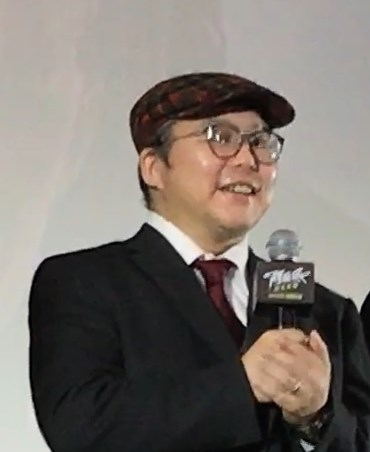
Yukito Kishiro, autor del manga.

Comprende la obra original publicada por Yukito Kishiro entre 1990 y 1995, con un total de 9 volúmenes que abarcan desde el momento en que el Doctor Ido encuentra a Gally, pasando por su etapa como cazador guerrero, competidora del Motorball y agente Tuned, hasta el desenlace tras su aparente muerte tras el enfrentamiento contra Nova en el Granite Inn. Originalmente el último volumen incluía más capítulos donde se exponía un primer desenlace de la historia, pero posteriormente este final fue desechado por el autor para continuar la obra en Last Order.
| Tomo | Título                                                  | Lanzamiento en Japón     | ISBN Japón        |
| ---- | ------------------------------------------------------- | ------------------------ | ----------------- |
| 01   | El ángel oxidado (錆びた天使 Sabita Tenshi?)            | 19 de septiembre de 1991 | 978-4-08-875071-2 |
| 02   | La Doncella de Hierro (鋼鉄の処女 Kōtetsu no Shojo?)    | 19 de febrero de 1992    | 978-4-08-875072-9 |
| 03   | El ángel asesino (殺戮の天使 Satsuriku no Enjeru?)      | 17 de julio de 1992      | 978-4-08-875073-6 |
| 04   | Ars Magna (炎の中に立つ男 Honō no Naka ni Tatsu Otoko?) | 19 de mayo de 1993       | 978-4-08-875074-3 |
| 05   | La Oveja perdida (復讐の季節 Fukushū no Kisetsu?)       | 17 de septiembre de 1993 | 978-4-08-875075-0 |
| 06   | El hacedor de lluvia (自由への道 Jiyū e no Michi?)      | 19 de enero de 1994      | 978-4-08-875076-7 |
| 07   | Panzer Bride (機甲花嫁 Kikō Hanayome?)                  | 19 de abril de 1994      | 978-4-08-875077-4 |
| 08   | Crónicas de guerra (馬借戦記 Bājakku Senki?)            | 19 de septiembre de 1994 | 978-4-08-875078-1 |
| 09   | Conquista (ザレム征服 Zaremu Seifuku?)                  | 19 de julio de 1995      | 978-4-08-875079-8 |

### Last Order
Segundo arco argumental del manga publicado entre los años 2000 y 2014, con un total de 19 volúmenes que fue creado por el autor tras desechar el primer desenlace para profundizar y extender la historia. Tras la aparente muerte de Gally al final de Hyper Future Vision, despierta en la ciudad de Salem tras ser reconstruida y perfeccionada por Desti Nova, emprendiendo un viaje fuera del planeta para conocer las civilizaciones del sistema solar y participar en el Zenit Of The Things (ZOTT), el máximo torneo de artes marciales interplanetario, cuyo premio permite al ganador el derecho a fundar una nación con total libertad para escoger las leyes y derechos de su constitución, declarando con ello un desafío hacia los gobernantes corruptos y el orden que imponen.
| Tomo | Capítulos           | Lanzamiento en Japón     | ISBN Japón        |
| ---- | ------------------- | ------------------------ | ----------------- |
| 01   | Fase 01 a Fase 06   | 19 de julio de 2001      | 978-4-08-876188-6 |
| 02   | Fase 07 a Fase 12   | 19 de febrero de 2002    | 978-4-08-876276-0 |
| 03   | Fase 13 a Fase 18   | 19 de septiembre de 2002 | 978-4-08-876350-7 |
| 04   | Fase 19 a Fase 24   | 19 de junio de 2003      | 978-4-08-876471-9 |
| 05   | Fase 25 a Fase 31   | 19 de marzo de 2004      | 978-4-08-876590-7 |
| 06   | Fase 32 a Fase 37   | 17 de septiembre de 2004 | 978-4-08-876682-9 |
| 07   | Fase 38 a Fase 43   | 18 de marzo de 2005      | 978-4-08-876777-2 |
| 08   | Fase 44 a Fase 49   | 18 de noviembre de 2005  | 978-4-08-876876-2 |
| 09   | Fase 50 a Fase 55   | 19 de julio de 2006      | 978-4-08-877123-6 |
| 10   | Fase 56 a Fase 62   | 19 de julio de 2007      | 978-4-08-877270-7 |
| 11   | Fase 63 a Fase 68   | 19 de febrero de 2008    | 978-4-08-877408-4 |
| 12   | Fase 69 a Fase 74   | 19 de agosto de 2008     | 978-4-08-877483-1 |
| 13   | Fase 75 a Fase 81   | 17 de abril de 2009      | 978-4-08-877607-1 |
| 14   | Fase 82 a Fase 87   | 19 de noviembre de 2009  | 978-4-08-877748-1 |
| 15   | Fase 88 a Fase 93   | 18 de junio de 2010      | 978-4-08-877885-3 |
| 16   | Fase 94 a Fase 99   | 23 de mayo de 2011       | 978-4-06-376062-0 |
| 17   | Fase 100 a Fase 105 | 23 de abril de 2012      | 978-4-06-376630-1 |
| 18   | Fase 106 a Fase 115 | 23 de abril de 2013      | 978-4-06-376813-8 |
| 19   | Fase 116 a Fase 124 | 23 de abril de 2014      | 978-4-06-376969-2 |

### Mars Chronicle
Tercer arco argumental del manga, inició su publicación en el año 2014, encontrándose aún en desarrollo con un total de 8 volúmenes hasta el momento. Narra los eventos posteriores al torneo ZOTT, con Gally transformada en un agente de las supercomputadoras Mechizdek y Zeus, a quien sus deberes la llevan de regreso al planeta Marte, descubriendo que sus actuales enemigos son sus difuntos camaradas de su época como kunster, quienes han sido reanimados como muertos vivientes, por lo que la protagonista se impone como misión detenerlos y buscar una forma de liberarlos de esa vida. Este nuevo arco intercala en paralelo a los eventos presentes los sucesos previos al inicio de la historia, revelando finalmente cuál es el verdadero origen de la protagonista, así como su infancia y su época de entrenamiento como guerrera, además de los conflictos bélicos y políticos que propiciaron las guerras de terraformación.
| Tomo | Capítulos                      | Lanzamiento en Japón    | ISBN Japón        |
| ---- | ------------------------------ | ----------------------- | ----------------- |
| 01   | Registro: 001 al Registro: 006 | 22 de mayo de 2015      | 978-4-06-377195-4 |
| 02   | Registro: 007 al Registro: 011 | 20 de noviembre de 2015 | 978-4-06-377357-6 |
| 03   | Registro: 012 al Registro: 016 | 22 de julio de 2016     | 978-4-06-377488-7 |
| 04   | Registro: 017 al Registro: 021 | 23 de mayo de 2017      | 978-4-06-393195-2 |
| 05   | Registro: 022 al Registro: 026 | 22 de diciembre de 2017 | 978-4-06-510608-2 |
| 06   | Registro: 027 al Registro: 031 | 21 de noviembre de 2018 | 978-4-06-512862-6 |
| 07   | Registro: 032 al Registro: 036 | 20 de noviembre de 2020 | 978-4-06-519223-8 |
| 08   | Registro: 037 al Registro: 041 | 22 de noviembre de 2021 | 978-4-06-525955-9 |

## Cuerpos de Gally
Gally emplea un total de once cuerpos distintos en el manga:

### Cuerpo Marciano
Aparece en los recuerdos de Gally, presumiblemente un modelo estándar para kunsters, ya que todos sus compañeros lucían de forma similar. Gally se recuerda como una terrorista inclemente y cruel perteneciente a una facción vencida en una batalla espacial, por lo que se les ordena un ataque suicida contra la Tierra, sin embargo no lo logra ya que su cuerpo es destruido en el espacio, cayendo a peso muerto contra la atmósfera y quedando en el estado en que Ido la encontrara posteriormente.

### Cuerpo Inicial
Fabricado poco a poco con partes usadas. Originalmente Gally supuso que Ido asesinaba muchachas para obtener las partes al ver que salía cada noche de forma misteriosa y volvía al día siguiente con piezas para ella, posteriormente descubriría que adquiría las piezas con las recompensas obtenidas como cazador guerrero, este cuerpo tenía un aspecto mucho más infantil que los posteriores y no poseía habilidades de batalla ya que Ido lo creó para que Gally viviera una vida tranquila como una joven normal. Fue utilizado para el primer enfrentamiento junto a Ido contra Makaku, pero debido a su fragilidad fue fácilmente destrozado en batalla.

### Berserker
Ocasionalmente traducido como el furioso o el salvaje, una poderosa arma venusina creada usando nanotecnología biomecánica, fue encontrado por Ido algunos años antes de conocer a Gally en los restos de una nave de combate estrellada durante los tiempos de las guerras de terraformación. Tiene la capacidad de disparar plasma a través de las extremidades y canalizar electricidad desde el ambiente para usarla como arma; más que ser un sistema de prótesis cibernéticas, el Berserker es un simbionte biomecánico que mantiene su consciencia en estado pasivo mientras se acopla a un individuo que lo maneje. Ido descubriría al estudiarlo que posee un mecanismo inhibidor que lo mantiene bajo control del usuario ya que la última arma de estos soldados era desactivar este seguro una vez fueran derrotados para liberar en territorio enemigo el monstruo imparable que es realmente el Berserker. Ido otorga, contra sus propios deseos, este cuerpo a Gally para vencer a Makaku, aunque originalmente tenía el aspecto de un adulto masculino Ido lo reconfiguraría para darle la apariencia femenina de una adolescente. El Berserker es comprado posteriormente por Desty Nova, quien se lo facilita a Zapan tras remover el seguro para que inicie una masacre a gran escala en el Patio; es destruido por Gally usando balas llenas de nanomáquinas especialmente diseñadas para devorar el tejido Berserker.

### Cuerpo Motorball
Provisto de patines en lugar de pies. Pequeño, ligero y de forma femenina, sus extremidades poseen el triple de canales de movimiento con relación a un cuerpo de carreras normal de forma que aprovecha y potencia la agilidad de Gally; convirtiéndola en su mejor arma. Este cuerpo permite acoplar cuchillas en los brazos para las competiciones, siendo aquí donde Gally usa la Damascus Blade por primera vez.

### Cuerpo Artista
El cuarto cuerpo usado por Gally, debido a la desaparición del Berserker tras su salida del Motorball; una obra de Ido según los omakes incluidos en la reedición japonesa. Con un rendimiento de combate inferior comparado a sus cuerpos anteriores, pero aun así fuerte; Gally lo utiliza por más de dos años, ya que tras su salida del Motorball lleva una vida pacífica como cantante y entrenadora de cazadores. Es este el cuerpo que utiliza para enfrentarse a Dedo Sónico. Es destruido al sacrificarse Gally para eliminar a Zapan.

### Cuerpo Tuned
Gally lo recibe de G.I.B. tras aceptar convertirse en agente especial de Salem; especialmente diseñado para el combate. Es el cuerpo que utiliza por más de once años, casi hasta el final de Hyper Future Vision. Equipado con gran variedad de accesorios y armas, posee una conexión directa con la central de G.I.B. desde donde es asistido constantemente por un operador, además posee conexión con Gabriel, un satélite de apoyo y asistencia armada al servicio de los Tuned.

### Imaginos
El más poderoso cuerpo jamás creado. Utilizado por Gally en el final de Hyper Future Vision y en Last Order, este cuerpo es obra de Desty Nova. Creado como una versión mejorada del Berserker utilizando nanomáquinas y la aplicación práctica de la Teoría Karmatrónica. Para construir este cuerpo se utilizó el metal de la Damascus Blade, decisión tomada sin el consentimiento de Gally. El tejido del Imaginos emula el aspecto y comportamiento del cuerpo humano, por lo que posee órganos y tejidos hechos de partículas de damasco en vez de maquinaria, es también más flexible que otros y por su naturaleza cuasi orgánica debe ejercitarse para llegar a su plenitud, además posee cualidades metamórficas gracias a lo cual Gally puede crear ropa sobre su piel o cambiar de color. A diferencia del Berserker, no posee mecanismos de ataque, por lo que Gally debe crear sus armas por medio de la fuerza de voluntad.

### Imaginos 2.0
Nace tras el colapso físico y mental sufrido por Gally al descubrir el secreto sobre su cerebro y ser resucitada por Randa Namunamu y Mechizedek, convertida solo en un embrión es entregada a Deckman 100 quien la inserta en Tunguska, un robot Joviano al que asimila y del que absorbe un agujero de gusano que le da energía infinita; esto unido a una conexión a Melchizedek más intensa que la que posee Aga Mbadi ya que también se fusiona con el Fatamorgana; sus anteriores habilidades aumentan de forma monstruosa y adquiere la capacidad de infectar con nanomáquinas a cualquier forma de vida que comparta espacio con ella, haciéndolo un cuerpo poderoso y enigmático al punto que el mismo Nova es incapaz de comprender su naturaleza. Este cuerpo parece reaccionar a su mente ya que Gally, quien siempre comparó su naturaleza guerrera con la actitud fiera del Gally original (un gato macho, mascota de Ido), renació con una cola de gato.

### Imaginos 2.1
Se crea cuando el cuerpo de Gally es destruido durante el combate que mantiene con Toji. Sus habilidades se potencian y "renace" con alas gigantes que serán destruidas en el mismo capítulo. Las plumas de las mismas serán utilizadas como cuchillas para cortar el cuerpo de su oponente.

### Cuerpo Humano
Creado para el primer desenlace al final del noveno volumen. Después del enfrentamiento con Nova, Den y Melchizedek y tras cinco años estando aparentemente muerta, Figure encuentra a Gally en animación suspendida habitando una versión humana de su cuerpo creado por Nova en un momento de cordura gracias a una muestra de ADN codificada en la estructura de la ciudad flotante. Debe desestimarse tanto su existencia como el desenlace al continuar la historia en Last Order.

### Gally Humana
Existe otro cuerpo humano en el desenlace de "Battle Angel Alita: Last Order" donde el cerebro de Gally es reemplazado por un chip por el doctor Nova. Al finalizar esta serie el cerebro es recuperado y con él se recrea el cuerpo de carne y hueso de la protagonista siguiendo su último deseo antes de separarse de sus compañeros. Así existen simultáneamente dos Gallys: una de carne y hueso que fue creada para olvidar las luchas y ser feliz al lado de Figure y el Ángel de la Muerte que se convierte en agente de Mechizedek y Zeus.

## Glosario
Ars Magna
Estado definitivo del guerrero. Según el Panzer Kunst un guerrero puede elevar su poder por sobre los límites de las capacidades de su cuerpo, indiferente si es orgánico o mecánico. En este estado su voluntad es todo lo que marca los límites de su poder, por lo que su fuerza rinde por encima de lo que las leyes de la física y mecánica estipulan, es así que algunos guerreros con sus cuerpos destrozados han elevado su poder por encima de individuos más fuertes o en mejor estado. En la actualidad solo se sabe de dos guerreros que lo han alcanzado: Gally y Jashugan.
Chip Cerebral
Modo de control utilizado en Salem. Al llegar los ciudadanos a la mayoría de edad son llevados a los cuarteles de M.I.B. donde su cerebro es removido y reemplazado por un chip que contiene un respaldo de su memoria y personalidad, pero que inhibe sus impulsos y emociones extremas, de forma que se transforman en seres dóciles y obedientes de las normas. En ocasiones existen anomalías que aún tras la operación persisten en su comportamiento, como Nova e Ido. Este proceso es conocido como El Secreto de Salem, estando prohibida su divulgación entre los ciudadanos ya que al ser educados para discriminar a los cyborgs caen en la locura al saberse intervenidos.
Damasco
Aleación especial inventada y desarrollada en el Patio de los Desperdicios, usando como materia prima la chatarra que allí se acumula (Kishiro se inspiró en el Damasco, una aleación de diseño artesanal practicado en el Medio Oriente en la Edad Antigua y media). Creada por forjadores artesanales, posee un aspecto tornasolado; es el metal más duro y flexible del Sistema Solar, siendo incluso superior a los diamantes. No es posible de fabricar en ningún otro lugar que no sea el Patio. Su dureza es tal que solo puede afilarse por medio de chorros de agua a alta presión, ya que una vez ha acabado de ser forjada son pocos los elementos que pueden cambiar su forma o desgastarlo.
Damascus Blade
Arma preferida de Gally. Creada para ella a petición de Ed en sus días como corredora, se transformaría en su arma preferida. Originalmente eran dos hojas que usaba en sus antebrazos pero a pesar de su calidad apenas resistieron el impacto de una sierra hecha de diamantes, por lo que serían reforjadas en una sola hoja que excedía por mucho las cualidades del damasco común. Durante su estadía en G.I.B. Gally la transformaría en una lanza; tras ser asesinada por Nova sería usada como la materia prima para crear el Imaginos, poco antes de participar en el Z.O.T.T. aprendería a generar cuchillas de Damasco desde sus antebrazos y al obtener el Imaginos 2.1 obtendría un par de alas cuyo plumaje eran cuchillas de damasco.
G.I.B.
Ground Investigation Bureau (Departamento de Investigación de la Superficie); Agencia de Salem que se encarga de vigilar y regular las actividades de los habitantes de la superficie. Funciona como una agencia policial y está especialmente interesada en detener cualquier actividad o individuo que sea visto como un peligro para la ciudad flotante. El jefe de la sección es Bigott Eisenburg, quien enrolaría a Gally y la mantendría como agente por una década, tras esto intentaría implementar copias de la joven para reemplazarla. La agencia fue destruida cuando Nova revela a Bigott el secreto de Salem, por lo que este enloquece y destroza su cráneo frente a sus subalternos, por ello el M.I.B. los ejecuta.
Herza Hauen
Por definición el ataque representativo del Panzer Kunst. Consiste en enviar por medio de la palma de la mano ondas de choque que traspasan la superficie del cuerpo oponente llegando a sus órganos o maquinaria y produciendo una explosión que lo destruye. Especialmente diseñado como ataque anticíborg pensado como un método para traspasar blindajes, pero igual de efectivo contra seres orgánicos. Usualmente se usa la palma para este ataque, pero a lo largo de la serie se ha visto que los kunsters más experimentados pueden ejecutarlo con sus nudillos, yemas de los dedos, rodillas e incluso los pies.
Mashine Klatsh
Arte marcial anticíborg que tiene como base de sus técnicas el control y canalización del chi por el cuerpo propio y el del oponente para destruirlo. Al dominar la sincronización del chi el guerrero puede también predecir los ataques oponente y superar parcialmente los límites de su cuerpo, además los usuarios cyborg refuerzan sus extremidades combinándolas con barrenos para que la rotación potencie sus ataques. La filosofía de este arte marcial indica que la máxima ambición de un guerrero debe ser convertirse en una máquina y abandonar sus emociones y humanidad. Su mejor representante fue Jashugan, quien curiosamente llegó al estado perfecto al aferrarse a sus emociones.
Matusalenización
Procedimiento médico utilizado por los seres orgánicos de los planetas del Sistema Solar afiliados al Concejo Ladder. Consiste en la supresión total del proceso de envejecimiento en los individuos. Esta técnica médica fue descubierta hace algunos siglos y adoptada por la gran mayoría de los seres orgánicos del sistema, exceptuando a los habitantes de Mercurio, el Patio de los Desperdicios, los guetos de indigentes y algunas excepciones puntuales. Su descubrimiento generó un gran cambio social, pero también condujo a la sociedad a un estado de decadencia ya que las autoridades y gente influyente mantienen sus puestos indefinidamente, la reproducción ha perdido valor como método de perpetuación de la especie, las nuevas generaciones tienen una población y los infantes carecen de estatus de humano con derechos en la mayor parte del Sistema Solar.
Melchizedek
Computador central de las ciudades Jeru, Salem y también del resto de los planetas del sistema. Originalmente creado por Arthur Farrell y sus camaradas 180 años después de la catástrofe que acabara con la civilización terrícola; diseñado bajo el nombre de Merlín como un sistema de predicción de eventos a escala global. Predijo y guio el resurgimiento de la raza humana. Tras la creación de la Escalera de Jacob fue expandido, instalado en Jeru y rebautizado con su actual nombre. Sin embargo es guiado en cada generación por un individuo, por lo que se corre el peligro que el criterio de este interfiera o corrompa los objetivos con que fue creado. Los cerebros extirpados a los Salemnianos son integrados a él de forma que sus capacidades y conciencia lo fortifiquen.
M.I.B.
Medical Investigation Bureau (Departamento de investigación Médica). Organización de Salem a cargo de la remoción y reemplazo cerebral. Este departamento está totalmente automatizado, incluyendo solo robots entre su personal de forma que nadie sepa sus verdaderas actividades. Son también los encargados de la ejecución de quienes descubren el secreto de Salem. Tras la revelación de Nova al resto de la ciudad sobre los chips cerebrales, exterminan al 80% de los habitantes.
Motorball
Deporte extremo practicado en El Patio de los Desperdicios por cyborgs acondicionados para correr. El objetivo es hacerse con el dominio de un balón y llevarlo por una pista circular llena de trampas, mientras el resto de los participantes intenta obtenerlo por la fuerza. Existen tres categorías en las que un corredor puede participar (primera, segunda y tercera división). Este deporte fue inventado y financiado por las autoridades de Salem, como un método de control y distracción para mantener conformes y distraídos de sus carencias a los habitantes del Patio.
Panzer Kunst
La primera arte marcial anticíborg y la más poderosa de todas. Creada por Tiger Sauer en la Ciudad de las Estrellas (posteriormente llamada Patio de los desperdicios). Diseñado con base en las artes marciales chinas que le enseñó Kaelula Sungwis, su madre adoptiva. Tras llegar a Marte lo instituiría como las artes marcianas y crearía una colonia donde se instruiría a todos los marcianos interesados, naciendo así los primeros Kunsters, quienes tuvieron un papel decisivo en las posteriores guerras de terraformación. Con más de tres siglos de tradición, tras el fracaso de Yoko en su misión de destruir a Melchizedek, la colonia fue responsabilizada y destruida, simultáneamente se ordenó que el Panzer Kunst, hasta entonces secreto para el resto de la gente, se hiciera público, naciendo el resto de las artes anticíborg de las bases allí aprendidas. Sin embargo, con la aparición de Gally quedó claro que lo que se divulgó fueron solo técnicas básicas y débiles.
Tuned
Agente del G.I.B: que opera en la superficie de la Tierra, su función es vigilar y suprimir cualquier potencial amenaza a la seguridad de Salem o el movimiento de recursos que va desde la superficie hasta la ciudad. Gally fue el primero y único por diez años. Tras descubrirse la guarida de Desty Nova se activaron otros tuned copiados de Gally, entre ellos Sechs, Elf y Zwölf, únicos sobrevivientes del escuadrón tras el intento de atentado por parte de Den a la ciudad y la cacería de copias de Sechs.
ZOTT
Zenith of the Things (Pináculo de los eventos). Torneo de combate llevado a cabo en Jeru y donde pueden participar equipos de todo el sistema solar. Se lleva a cabo cada diez años y tiene como premio el derecho a establecer una nación independiente y oficialmente reconocida por el consejo Ladder. Sin embargo en los veinte torneos llevados a cabo nunca ha ganado ningún equipo que no represente a alguna de las potencias ya establecidas, esto es porque ya desde el inicio se ha impuesto como una forma de demostrar el poder de las naciones y de controlar a los peleadores independientes y a los opositores al orden establecido. Originalmente el torneo contempla el uso de cyborgs artistas marciales para constituir los equipos, sin embargo en la actualidad esto solo lo llevan a cabo Ladder y Marte, mientras que Venus prefiere monstruos genéticamente diseñados y Júpiter máquinas de combate pesado. De la misma forma el torneo acepta la participación de humanos sin modificaciones e incluso peleadores que utilicen armas de fuego, aunque sujetos a una regla que señala que solo podrán utilizar la munición con que ingresaran ZOTT y no podrán adquirir nueva hasta que se acabe el torneo.

## Manga, edición castellana
El manga fue publicado en España por Planeta DeAgostini Cómics bajo el título: "Alita, Ángel de Combate". La primera parte, de seis comic-books, se editó en el segundo semestre de 1993. La traducción fue de una notable mala calidad, abundando los ejemplos de traducciones literales. Las portadas son las originales de VIZ Comics, incluyen el logo y otros detalles de maquetación. La calidad del coloreado es pobre. El Editor fue JuanJo Sarto. La editorial realizó una tibia apuesta por esta serie, minimizando los recursos: la sección de cartas al director estaba tomada de otra colección, Dragon Ball. Se vieron sorprendidos por un éxito espectacular: a principios de 1995 se había agotado por completo la primera edición. En las cartas al director de otras colecciones aparecían frecuentes peticiones de continuación de la serie.
La segunda edición, impulsada por la constante presión de los seguidores, ha sido desde abril de 1995 hasta junio de 1998, y se compuso de 5 partes con un total de 39 comic-books que recopilan la serie con ciertas diferencias respecto al original japonés:
- La segunda parte española son cinco comic-books que comprenden la segunda parte japonesa.
- La tercera parte española son nueve comic-books que comprenden la tercera y cuarta parte japonesa.
- La cuarta parte española son cinco comic-books que comprenden la quinta parte japonesa.
- La quinta parte española son diez comic-books que comprenden la sexta y séptima parte japonesa.
- La sexta parte española son diez comic-books que comprenden la octava y novena parte japonesa.

Hay que hacer notar que la editorial siguió muy de cerca el ritmo de trabajo de VIZ Comics, concluyendo la última parte pocos meses después de que se hubiese llegado al noveno volumen en Japón. En diversas ocasiones se avisó a los lectores de que se iba a interrumpir temporalmente la serie por la imposibilidad de disponer de material para publicar. El equipo que llevó a cabo esta labor fue: traducción de Santiago García, rotulación de Rosa Romeu, diseño interior de Rosa Romeu y Josep Maria Ricart, y realización técnica de Josep Maria Ricart. La traducción mejoró notablemente. A pesar de seguir la versión de VIZ Comics, se consulta frecuentemente el original japonés: las notas a pie de página que aparecen en la versión española apenas aparecen en la versión estadounidense. A partir de junio de 1996, la editora es Ana María Meca. Siguiendo con las mejoras, las cubiertas dejan de ser las de VIZ Comics, los encargados de colorear son A. y J. Torres.
El éxito de la serie permitió que en Japón se llevara a cabo una reedición especial llamada GUNNM Complete Edition en seis tomos, incluyendo todas las notas técnicas y bocetos que Yukito Kishiro fue publicando en la revista y otros extras, tales como desplegables con las portadas originales e incluso un DVD con un corto de animación por ordenador sobre las carreras de Motorball. Así mismo, se incluyen tres historias paralelas bajo el título GUNNM Gaiden. En esta ocasión, Yukito Kishiro decide realizar las portadas en gráficos 3D. Como nota curiosa no se recuperan las páginas coloreadas y no se reedita el material correspondiente a la novena parte. En lugar de ello hay un "continuará".
A partir de esta edición, Planeta DeAgostini Cómics junta un nuevo equipo y lleva a cabo una ambiciosa reedición basada en la versión japonesa, GUNNM - Alita, ángel de combate. Traducida directamente del japonés por Marc Bernabé y Verónica Calafell, se recuperan los nombres originales japoneses. Comprende doce volúmenes, publicados entre noviembre de 2002 y octubre de 2003. Se emplean tanto las portadas de los nueve tomos como las de la nueva versión japonesa.
En México se publicó bajo el sello Smash Manga de editorial Televisa de junio a septiembre del 2018 en nueve volúmenes, con las portadas originales de la versión japonesa y con el título Hyper Future Vision GUNNM, cada volumen cuenta además con una cintilla extra que va sobre la portada, donde se lee el título alterno Alita Battle Angel. La edición estuvo a cargo de José Alberto Sánchez y se trató de mantenerla lo más fiel al original, manteniendo el nombre de la protagonista como Gally. Esta edición incluye además los tres capítulos que fueron desechados para la continuación de GUNNM: Last Order, con una nota aclaratoria justo en dónde comienza el material calificado como "apócrifo".

### Nombres occidentales
Tras salir de Oriente, la edición en inglés fue una de las traducciones más antiguas y modelo para versiones de otras lenguas; sin embargo esta traducción se tomó la libertad de cambiar nombres y designaciones por otros que en muchos casos alteraban segundas lecturas y simbolismos presentes en la historia. Siendo los más notorios los siguientes nombres:
| Versión Original Oriental | Versión Occidental                    |
| Hyper Future Vision GUNNM | Battle Angel Alita                    |
| Kuzu Kurogane-machi       | Scrapyard (Patio de los Desperdicios) |
| Gally                     | Alita                                 |
| Gonz                      | Gonzu (Mejor amigo de Ido)            |
| Jashugun                  | Jashugan                              |
| Ed Crystal                | Ed Esdoc                              |
| Unba                      | Umba (Asistente de Ed)                |
| Sala                      | Sarah (Novia de Zappan)               |
| Yugo                      | Hugo                                  |
| Jeru                      | Ketheres                              |
| Zalem (Salem)             | Tiphares                              |
| Fogya Fore                | Figure Four Figura Cuatro             |
| Ruw Colins                | Lou Collins                           |
| Xechs                     | Sechs                                 |
| Xazi                      | Zazie                                 |

El encargado de la versión en inglés, salida a comienzos de los ’90, fue el traductor de la empresa Viz Communications Fred Burke, responsable por iniciativa propia de los cambios más radicales vistos en este aspecto. Según sus propias declaraciones cambió el nombre de Gally ya que no le sonaba agradable, por lo que lo transformó en Alita en referencia al film ruso Aelita, Reina de Marte, con el cual sentía relacionada la historia de Kishiro. De la misma forma el Kuzu Kurogane-machi (クズ鉄町 Pueblo chatarra?), se transformó en el Scrapyard (Patio de los desperdicios). Para transformar los nombres Jeru y Salem comenta haber usado una suerte de juego de palabras encadenadas que lo llevó a rebautizarlas como Ketheres y Tiphares respectivamente y sin ningún significado o motivación más allá.
La mayoría de estos cambios se corrigieron en ediciones posteriores y para Last Order se utilizan casi todos los nombres originales (excepciones a esto pueden ser Xechs y Xazi, cuya escritura cambia como es posible ver anteriormente).

## Trabajos relacionados
- GUNNM Gaiden, una colección de historias paralelas de GUNNM que se han incluido en la nueva edición española.
- Haisha (Ashen Victor), una historia corta ubicada una década antes del comienzo de GUNNM que trata sobre un escándalo que ocurrió en el Motorball.
- GUNNM: Last Order, la continuación de Alita, ángel de combate, terminada con un total de 19 volúmenes y traducida en España por Planeta Cómic.
- GUNNM: Memories of Mars, un videojuego de rol hecho por Banpresto para la PlayStation.
- GUNNM: Mars Chronicle, secuela en publicación de GUNNM: Last Order y final de la franquicia. También publicada en español por Planeta Cómic.

## OVA
En 1993 se lanzó una OVA de dos episodios, que incorpora elementos del segundo volumen del manga con cambios y omisiones notables en los personajes y la historia. Según Kishiro, originalmente se planearon solo dos episodios ya que ese tiempo no se tomaba en serio la idea de una adaptación al anime, estando en ese momento demasiado ocupado con el manga como "para revisar su planificación con frialdad". Hasta la fecha sigue siendo la única adaptación al anime de Battle Angel Alita.
Los OVA carecen de opening mientras que su ending es la canción Cyborg Mermaid, interpretada por Akima Kaori; con letra de Yanagawa Masumi, música de TSUKASA y arreglos de Daiwa Akira

## Adaptación al cine
En febrero de 2019 vio la luz una película de ciencia ficción, basada en el manga "Battle Angel Alita", titulada Alita: Battle Angel. Está dirigida por Robert Rodriguez, y con James Cameron como productor y guionista, además cuenta en el reparto con Rosa Salazar, Christoph Waltz, Jennifer Connelly, Mahershala Ali y Ed Skrein.